# Joseph Leonard Maries White
Joseph Leonard Maries »John« White, kanadski letalski častnik, vojaški pilot in letalski as, * 6. januar 1897, Halifax, Nova Škotska, † 24. februar 1925.
Stotnik White je v svoji vojaški službi dosegel 22 zračnih zmag.

## Življenjepis
Med prvo svetovno vojno je bil sprva pripadnik Kanadskega strojničnega korpusa, nakar je bil 17. aprila 1917 ranjen. Zato je bil 22. septembra istega leta prerazporejen k Kraljevemu letalskemu korpusu.
Umrl je 24. februarja 1925 v letalski nesreči.

## Odlikovanja
- Distinguished Flying Cross (DFC) s ploščico
- Croix de Guerre z bronasto zvezdo
- bronaste medalje za vojaški pogum